# Академия сельского хозяйства университета Витовта Великого
Академия сельского хозяйства университета Витовта Великого (лит. Vytauto Didžiojo universiteto Žemės ūkio akademija), до 2019 года Университет Александраса Стульгинскиса (лит. Aleksandro Stulginskio universitetas) — подразделение Университета Витаутаса Великого. Расположено в Норейкишкесе близ Каунаса, Литва.
31 декабря 2018 года высшее учебное заведение было ликвидировано и 1 января 2019 года присоединено к Университету Витаутаса Великого в качестве академического подразделения.

## История
3 сентября 1924 года была основана Сельскохозяйственная академия в Дотнуве после реорганизации Отделения агрономии и лесоводчества Литовского университета и Дотнувского сельскохозяйственного техникума (лит. Dotnuvos žemės ūkio technikumas).
После того, как в 1944 году немцы взорвали здание академии, в 1945—1946 годах учреждение была переведено в Каунас.
В связи с нехваткой места после выросшего количества студентов и неудобства их доставки к территории учебно-опытного хозяйства в Норейкишкесе, академия была переведа туда в 1964 году в новое здание в Норейкишкесе. 
8 октября 1996 года академия была переименована в Литовский сельскохозяйственный университет (лит. Lietuvos žemės ūkio universitetas);
В 2002 году университету были переданы институт водного хозяйства в Кедайняй и сельскохозяйственный институт в Раудондварисе.
С 2011 по 2018 год носил имя Александраса Стульгинскиса — первого министра сельского хозяйства Литвы в 1919 году, второго президент Литвы (1920—1926), инициатора земельной реформы в стране в 1919—1922 годах.

### Хронология названий
- 1924—1996 — Литовская сельскохозяйственная академия (лит. Lietuvos žemės ūkio akademeija);
- 1996—2011 — Литовский сельскохозяйственный университет (лит. Lietuvos žemės ūkio universitetas);
- 2011—2018 — Университет Александраса Стульгинскиса лит. Aleksandro Stulginskio universitetas;
- С 1 января 2019 года — Академия сельского хозяйства университета Витовта Великого (лит. (Vytauto Didžiojo universiteto Žemės ūkio akademija).

## Структура

### Сейчас
Академия занимает площадь 719 га. Имеется пять учебных зданий с 82 лекционными аудиториями, 80 лабораторий, библиотека с общим фондом в 522 тысячи книг.
Пять факультетов:
- сельскохозяйственного машиностроения
- агрономии
- экономики и управления
- лесного хозяйства и экологии
- водоиспользования и управления земельными ресурсами

А также три института: 
- Институт сельскохозяйственных культур
- Институт фундаментальных наук
- Институт охраны окружающей среды.

### Советский период
В составе академи были: факультеты — агрономии, экономики, механизации сельского хозяйства, гидромелиорации и землеустройства, лесного хозяйства, повышения квалификации специалистов сельского хозяйства, общественных профессий; заочное отделение, аспирантура, 41 кафедра, 4 отраслевые лаборатории, учебно-опытное хозяйство, дендропарк, музей; в библиотеке свыше 600 тыс. книг. В 1972/73 учебном году обучалось 5,5 тыс. студентов, работало 320 преподавателей, в том числе 15 профессоров и докторов наук, 186 доцентов и кандидатов наук.
Было предоставлено право принимать к защите докторские и кандидатские диссертации. С 1953 года издавались «Научные труды».